# Petrosaurus
Petrosaurus är ett släkte av ödlor. Petrosaurus ingår i familjen Phrynosomatidae.
Dessa ödlor blir upp till 175 mm långa (nosen till svansens bas). Fjällen på ovansidan har ungefär samma storlek och svansen är täckt av små fjäll med en uppåtriktad köl (tagg). Undersidans fjäll är lite större än ovansidans fjäll. Hannar har ingen mörk fläck på buken. Kännetecknande för typarten Petrosaurus thalassinus är tre eller fyra svarta tvärstrimmor på ryggen med den första på axlarna. Andra släktmedlemmar har minst en svart tvärstrimma på axlarna. Släktets arter lever endemiska på halvön Baja California (Mexiko) och på mindre tillhörande öar.
Arter enligt Catalogue of Life:
- Petrosaurus mearnsi
- Petrosaurus thalassinus

The Reptile Database listar ytterligare två arter.
- Petrosaurus repens
- Petrosaurus slevini